# Raúl de Tomás
Raúl de Tomás Gómez (Madrid, 17 de outubro de 1994) mais conhecido como RDT, é um futebolista espanhol que atua como centroavante. Atualmente, joga no Al-Wakrah, emprestado pelo Rayo Vallecano.
De Tomás ingressou na academia de juniores do Real Madrid em 2004, depois de ter começado no San Roque. Ele jogou sua primeira partida sénior em 8 de abril de 2012, nos últimos 21 minutos numa vitória por 2-0 em casa contra o CF Pozuelo de Alarcón para o campeonato.
De Tomás marcou o seu primeiro golo profissional a 4 de dezembro de 2013, tendo alcançado o primeiro triunfo por 3-2 em casa sobre o Girona - contribuiu com mais seis golos em 27 aparições durante a campanha, com a equipe B.
Em julho de 2014, De Tomás foi incluído na equipe principal durante a viagem de pré-temporada para os Estados Unidos. Ele fez a sua estreia competitiva a 29 de outubro do mesmo ano, substituindo Karim Benzema num 4-1 na Copa del Rey.
A 31 de agosto de 2015, De Tomás foi emprestado ao Córdoba CF e nos dois anos seguintes ao Real Valladolid. De Tomás marcou o seu primeiro golo no escalão principal espanhol a 22 de setembro de 2018, mas na derrota caseira por 1-5 frente ao Deportivo Alavés. No dia 11 de janeiro, o seu hat-trick ajudou os anfitriões a derrubar o Celta de Vigo por 4 a 2.
Em 3 de julho de 2019, De Tomás assinou um contrato de cinco anos com o clube português Benfica, numa transferência de 20 milhões de euros com uma cláusula de 100 milhões de euros.
Em 9 de janeiro de 2020, o Benfica decidiu vender o avançado por 20 milhões de euros, ao RCD Espanyol, com mais 2 milhões por objetivos e ficando com 20% duma futura transferência do espanhol, RDT assinou um contrato valido até junho de 2026.
Em setembro de 2022, após ter forçado a saída ao longo de várias semanas, assinou com o Rayo Vallecano, porém não poderá ser inscrito na La Liga até janeiro, por sua transferência ter se concluído após o término da janela de transferências.
Em 21 de julho de 2025, foi anunciado como novo reforço do Al-Wakrah, do Catar, onde assinou por empréstimo de uma temporada.

## Vida pessoal
O pai, também chamado Raúl (nascido em 1967), era igualmente futebolista e avançado. Ele passou a maior parte de sua carreira na terceira divisão espanhola.

## Títulos
Rayo Vallecano
- Segunda Divisão Espanhola: 2017–18

Benfica
- Supertaça Cândido de Oliveira: 2019

Espanyol
- Segunda Divisão Espanhola: 2020–21

Individual
- Artilheiro da Segunda Divisão Espanhola: 2020–21
- Jogador do mês da Segunda Divisão Espanhola: Fevereiro e abril de 2018, Dezembro de 2020